# 圖羅夫
圖羅夫（羅馬化：Túraŭ，羅馬化：Túrov，羅馬化：Túriv；意第緒語：‎，羅馬化：turov）是白俄羅斯的城鎮，位於距離戈梅利以西226公里的普里皮亞季河右岸，距離首都明斯克206公里，由戈梅利州負責管轄，2009年人口为2967。
中世纪时曾是一个公国。

## 另見
- 图罗夫统治者列表

52°04′N 27°44′E / 52.07°N 27.74°E